# Společná zahraniční a bezpečnostní politika
Společná zahraniční a bezpečnostní politika Evropské unie (SZBP) byla založena Maastrichtskou smlouvou v roce 1992 jako tzv. druhý pilíř EU. Má za úkol koordinovat zahraniční a bezpečnostní politiky členských zemí Evropské unie.

## Historie
Prvním pokusem o poválečnou západoevropskou kooperaci v oblasti bezpečnosti (kromě NATO) bylo Evropské obranné společenství. Francie navrhla způsob, jakým by se mohla vyřešit otázka budoucnosti německé armády: měla být vytvořena společná evropská armáda, která by obsahovala i německé jednotky. V roce 1952 byla tato dohoda podepsána, ale nikdy nevstoupila v platnost paradoxně kvůli neochotě samotné Francie, jejíž ministerský předseda R. Pleven ji navrhoval (Evropské obranné společenství je známo také jako Plevenův plán). Následně se také nezdařil pokus o vytvoření Evropského politického společenství (1953), které mělo zastřešovat dvě evropské instituce: Evropské společenství uhlí a oceli (1952-2003) a Evropské obranné společenství.
Na základě tzv. Davignonovy zprávy byla v roce 1970 založena Evropská politická spolupráce (pozor na záměnu s Evropským politickým společenstvím, které nikdy nevstoupilo v platnost). Snahou bylo harmonizovat postoje a stanoviska zahraniční politiky zemí Evropských společenství, otázky týkající se evropské obranné politiky byly vynechány.
Spolupráce v oblasti zahraniční politiky byla dále rozšířena přijetím Jednotného evropského aktu v roce 1986.
V roce 1993 vstoupila v platnost Maastrichtská smlouva a společná bezpečnostní a zahraniční politika se stala druhým ze tří pilířů Evropské unie.

## Cíle SZBP
- ochrana společných hodnot, základních zájmů, nezávislosti a integrity EU v souladu se zásadami Charty OSN
- posilování bezpečnosti EU ve všech směrech
- zachování míru a posilování mezinárodní bezpečnosti v souladu se zásadami Charty OSN a Helsinského procesu
- podpora mezinárodní spolupráce
- rozvoj demokracie a právního státu a respektování lidských práv a základních svobod

## Fungování SZBP
Evropská rada stanovuje základní rámce směřování společné zahraniční a bezpečnostní politiky. Při schvalování společných strategií je třeba souhlas všech členských států EU. Důležité jsou také zasedání ministrů zahraničí v Radě ministrů (tzv. Všeobecná rada).
Pro praktickou realizaci SZBP může Všeobecná rada použít následující nástroje:
- Společné postoje - definují postoj EU k určité zahraničně-politické otázce; jsou závazné pro všechny členy EU
- Společné akce - jejich prostřednictvím se EU aktivně účastní v zahraničí, příkladem jsou sankce vůči třetím zemím nebo vysílání volebních pozorovatelů

Následující nástroje byly zavedeny až Amsterdamskou smlouvou:
- Společné strategie - jsou přijímány pro oblasti, kde má EU velmi silné zájmy
- konzultace, sdílení informací a spolupráce konzulárních orgánů členských států EU

Pro přijetí rozhodnutí je potřeba souhlas všech členských států EU (kromě procedurálních záležitostí).
Členský stát dále může využít princip tzv. konstruktivní absence, což v podstatě znamená, že se zdrží hlasování. Toto však může použít pouze omezená skupina států (představující max. 1/3 hlasů v Radě ministrů).
Systémem kvalifikované většiny se hlasuje pouze v případě, že Rada ministrů rozhoduje o společném postoji nebo akci a pro danou oblast již byla odsouhlasena společná strategie.

## Evropská bezpečnostní a obranná politika
Selhání Evropy při potlačení konfliktů na Balkáně v 90. letech bylo impulsem pro vytvoření nového bezpečnostního rámce Evropské unie, jímž se stala Evropská bezpečnostní a obranná politika, nyní zvaná Společná bezpečnostní a obranná politika. Amsterdamskou smlouvou byly vytvořeny tzv. petersberské mise, jejichž plnění je základním úkolem evropské bezpečnostní a obranné politiky. Petersberské mise jsou humanitární, záchranné a pátrací operace a operace k nastolení míru, přičemž není vyloučen vojenský zásah k řešení těchto krizí. Amsterdamská smlouva dále nastínila budoucí vývoj společné obranné politiky, který by mohl vést až ke společné obraně. Toto je ale vysoce citlivá záležitost, protože hrozí potenciální střety zájmů s NATO a omezení neutrality některých členských zemí EU (např. Rakouska).

### Operace EU v rámci SZBP
Dokončené operace:
- Concordia (2003) - převzetí operací NATO v Severní Makedonii
- Artemis (2003) - vojenská operace v Demokratické republice Kongo za účasti výhradně jednotek EU
- Eujust Themis - podpora právního prostředí v Gruzii

Probíhající operace:
- Proxima - policejní mise v Severní Makedonii
- EUPM - policejní mise v Bosně a Hercegovině
- Eufor Althea - vojenská operace v Bosně a Hercegovině
- Atalanta - první námořní mise EU proti pirátství u Somálska

Budoucí mise:
- Eujust Lex - podpora právního prostředí v Iráku

## Hlavní představitelé
Funkci Vysokého představitele Unie pro zahraniční věci a bezpečnostní politiku v současnosti vykonává Kaja Kallasová z Estonska. Neoficiálně je označována jako ministryně zahraničních věcí Evropské unie. K jeho jejímu jmenování Evropskou radou došlo v prosinci 2024.
- Europedia: Guide to European policies and legislation Archivováno 16. 10. 2018 na Wayback Machine.